# Washington State Route 17

Mapa silnice.

Washington State Route 17 je státní silnice v americkém státě Washington, kde spojuje U. S. Route 395 v malém městečku Mesa s U. S. Route 97 na soutoku řek Okanogan a Columbia nedaleko Brewsteru. Její délka činí 220 kilometrů.

## Popis cesty
Silnice č. 17 začíná na mimoúrovňové křižovatce s dálnicí U. S. Route 395 jen kousek jihovýchodně od Mesy. Od svého počátku směřuje severozápadně a po své cestě potkává Washington State Route 260 vedoucí do Connellu, Washington State Route 26 v Othellu, Washington State Route 170 vedoucí do Wardenu a Washington State Route 262 vedoucí k vodní nádrži Potholes. Ve městě Moses Lake se pak nachází velká křižovatka s mezistátní dálnicí Interstate 90 a menší křižovatka s Washington State Route 171.
Severně od Moses Lake silnice potkává Washington State Route 282 vedoucí do města Ephrata a vstupuje do říčního koryta Grand Coulee, kde vede po březích Mýdlového jezera nebo jezera Lake Lenore, která jsou pozůstatky pradávné řeky, která tudy tekla před zhruba 2 miliony lety. Ve městě Soap Lake na břehu Mýdlového jezera se pak nachází křižovatka s Washington State Route 28. Na jižním břehu Banksova jezera se pak silnice setkává s U. S. Route 2, opouští Grand Coulee a vrhá se do zemědělské krajiny středního Washingtonu. O zhruba 30 kilometrů později potkává Washington State Route 174, se kterou pokračuje souběžně na západ skrz další vysušené říční koryto, až k městu Bridgeport, kde prostřednictvím historický mostu překračuje řeku Columbii, jen kousek západně od přehrady náčelníka Josefa. Ještě před mostem potkává Washington State Route 173. Po mostě pokračuje po východním břehu Columbie skrz Colvillskou indiánskou rezervaci až ke svému konci, na U. S. Route 97 nedaleko Brewsteru.